# Benimantell
Benimantell è un comune spagnolo situato nella comunità autonoma Valenciana.